# Prodigio del ajedrez

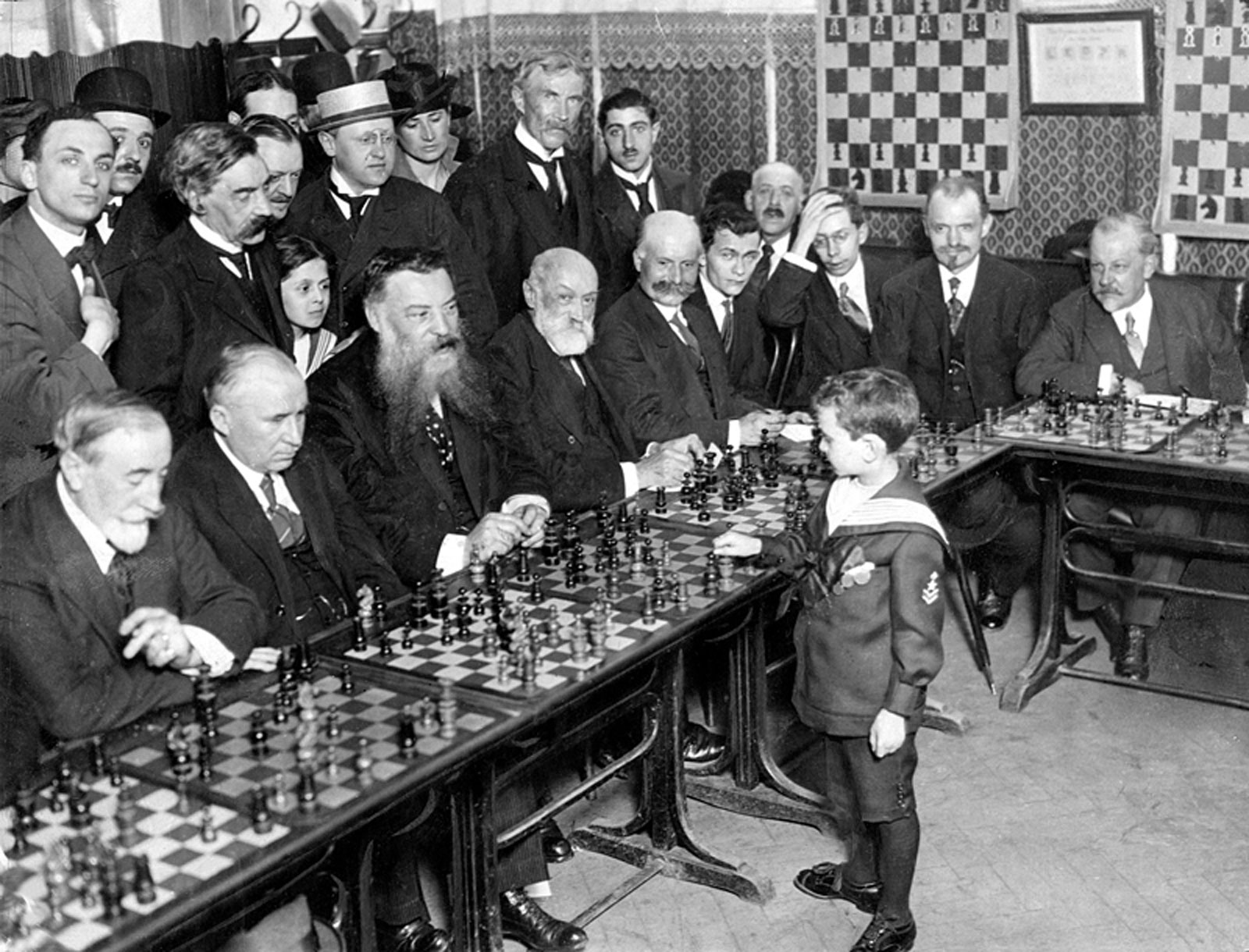
El prodigio del ajedrez Samuel Reshevsky, a los 8 años, jugando una partida simultánea en Francia (1920).

Se denomina prodigio del ajedrez a niños que juegan al ajedrez tan bien que son capaces de derrotar a Maestros e incluso a Grandes Maestros, generalmente a una edad muy temprana. El ajedrez es uno de los pocos deportes donde los niños pueden competir con los adultos en igualdad de condiciones; así que ésta es una de las pocas habilidades en las que existen auténticos niños prodigios. Las expectativas pueden ser altas para los prodigios del ajedrez; mientras algunos se convierten en Campeón del Mundo, otros fallan en sus progresos en la edad adulta.

## Los primeros niños prodigio del ajedrez
Los primeros niños prodigio del ajedrez fueron Paul Morphy (1837-1884) y José Raúl Capablanca (1888-1942), ambos ganaron partidas contra oponentes adultos de gran nivel con 12 años; y Samuel Reshevsky (1911-1992), que jugaba partidas simultáneas con 6 años. Morphy se convirtió en Campeón del Mundo no oficial (antes de que el título oficial existiera), Capablanca se convirtió en Campeón del Mundo, y Reshevsky —aunque nunca alcanzó el título— fue uno de los mejores jugadores del mundo durante muchos años. Jutta Hempel a los 6 años jugó 12 partidas simultáneas y ganó 9,5-2,5.

## Lista de los Grandes Maestros más jóvenes
Una medida para catalogar a los prodigios del ajedrez es saber a qué edad obtienen el título de Gran Maestro Internacional. Cabe señalar que este título sólo ha existido desde 1950 y que la obtención del mismo se ha hecho más fácil en los últimos años. Sin embargo, en los últimos años también han surgido jóvenes prodigios más fuertes.

### Récords
A continuación se muestran los jugadores que obtuvieron el récord de Gran Maestros más jóvenes. La edad que figura en la lista es la edad en la que reunieron los requisitos para el título. Esto no es lo mismo que la edad en que se convirtieron oficialmente en Grandes Maestros, porque los títulos solo se entregan en los congresos de la FIDE. Todos los jugadores aparecen en lista por su nacionalidad en el momento que ganaron el título, no por su nacionalidad actual o posterior.
| Año  | Jugador           | País            | Edad                      |
| ---- | ----------------- | --------------- | ------------------------- |
| 1950 | David Bronstein   | Unión Soviética | 26 años                   |
| 1952 | Tigrán Petrosián  | Unión Soviética | 23 años                   |
| 1955 | Borís Spaski      | Unión Soviética | 18 años                   |
| 1958 | Bobby Fischer     | Estados Unidos  | 15 años, 6 meses, 1 día   |
| 1991 | Judit Polgár      | Hungría         | 15 años, 4 meses, 28 días |
| 1994 | Péter Lékó        | Hungría         | 14 años, 4 meses, 22 días |
| 1997 | Étienne Bacrot    | Francia         | 14 años, 2 meses, 0 días  |
| 1997 | Ruslán Ponomariov | Ucrania         | 14 años, 0 meses, 17 días |
| 1999 | Bu Xiangzhi       | China           | 13 años, 9 meses, 13 días |
| 2002 | Serguéi Kariakin  | Ucrania         | 12 años, 7 meses, 0 días  |
| 2021 | Abhimanyu Mishra  | Estados Unidos  | 12 años, 4 meses, 25 días |

Esta es una lista con los jugadores que se convirtieron en Grandes Maestros antes de que cumplieran 15 años:
| No. | Jugador                   | País           | Edad                         |
| --- | ------------------------- | -------------- | ---------------------------- |
| 1.  | Serguéi Kariakin          | Ucrania        | 12 años, 7 meses, 0 días     |
| 2.  | Gukesh D                  | India          | 12 años, 7 meses, 12 días    |
| 3.  | Javokhir Sindarov         | Uzbekistán     | 12 años, 10 meses, 5 días    |
| 4.  | Rameshbabu Praggnanandhaa | India          | 12 años, 10 meses, 13 días   |
| 5.  | Nodirbek Abdusattórov     | Uzbekistán     | 13 años, 1 mes, 11 días      |
| 6.  | Parimarjan Negi           | India          | 13 años, 4 meses, 22 días    |
| 7.  | Magnus Carlsen            | Noruega        | 13 años, 4 meses, 27 días    |
| 8.  | Wei Yi                    | China          | 13 años, 8 meses, 23 días    |
| 9.  | Bu Xiangzhi               | China          | 13 años, 10 meses, 13 días   |
| 10. | Samuel Sevian             | Estados Unidos | 13 años, 10 meses, 27 días   |
| 11. | Richard Rapport           | Hungría        | 13 años, 11 meses, 6 days    |
| 12. | Teimour Radjabov          | Azerbaiyán     | 14 años, 0 meses, 14 días    |
| 13. | Ruslán Ponomariov         | Ucrania        | 14 años, 0 meses, 17 días    |
| 14. | Nihal Sarin               | India          | 14 años, 1 mes, 1 día        |
| 15. | Awonder Liang             | Estados Unidos | 14 años, 1 mes, 0 días       |
| 16. | Wesley So                 | Filipinas      | 14 años, 1 mes, 28 días      |
| 17. | Étienne Bacrot            | Francia        | 14 años, 2 meses, 0 días     |
| 18. | Illya Nyzhnyk             | Ucrania        | 14 años, 3 meses, 2 días     |
| 19. | Maxime Vachier-Lagrave    | Francia        | 14 años, 4 meses             |
| 20. | Péter Lékó                | Hungría        | 14 años, 4 meses, 22 días    |
| 21. | Jorge Cori                | Perú           | 14 años, 5 meses, 15 días    |
| 22. | Hou Yifan                 | China          | 14 años, 6 meses, 16 días    |
| 23. | Jeffery Xiong             | Estados Unidos | 14 años, 6 meses, 25 días    |
| 24. | Anish Giri                | Países Bajos   | 14 años, 7 meses, 2 días     |
| 25. | Yuri Kuzubov              | Ucrania        | 14 años, 7 meses, 12 días    |
| 26. | Bogdan Daniel Deac        | Rumania        | 14 años, 7 meses, 27 días    |
| 27. | Dariusz Swiercz           | Polonia        | 14 años, 7 meses, 29 días    |
| 28. | Alireza Firouzja          | Irán           | 14 años, 8 meses, 2 días     |
| 29. | Aryan Chopra              | India          | 14 años, 9 meses, 3 días     |
| 30. | Nguyễn Ngọc Trường Sơn    | Vietnam        | 14 años, 10 meses            |
| 31. | Kirill Shevchenko         | Ucrania        | 14 años, 9 meses, 23 días    |
| 32. | Arjun Erigaisi            | India          | 14 years, 11 months, 13 days |
| 33. | Daniil Dubov              | Rusia          | 14 años, 11 meses, 14 días   |
| 34. | Ray Robson                | Estados Unidos | 14 años, 11 meses, 16 días   |
| 35. | Fabiano Caruana           | Estados Unidos | 14 años, 11 meses, 20 días   |
| 36. | Yu Yangyi                 | China          | 14 años, 11 meses, 23 días   |

Aquí se encuentran aquellas mujeres que mantienen el récord de ser las más jóvenes en conseguir el título de Gran Maestro (no debe ser confundido con el título Woman Grandmaster):
| Año  | Jugador             | País            | Edad             |
| ---- | ------------------- | --------------- | ---------------- |
| 1978 | Nona Gaprindashvili | Unión Soviética | 37 años          |
| 1984 | Maia Chiburdanidze  | Unión Soviética | 23 años          |
| 1991 | Zsuzsa Polgár       | Hungría         | 21 años          |
| 1991 | Judit Polgár        | Hungría         | 15 años, 4 meses |
| 2002 | Humpy Koneru        | India           | 15 años 1 mes    |
| 2008 | Hou Yifan           | China           | 14 años, 6 meses |